# Sciaphilomastax finoti
Sciaphilomastax finoti är en insektsart som först beskrevs av Marius Descamps 1971.  Sciaphilomastax finoti ingår i släktet Sciaphilomastax och familjen Eumastacidae. Inga underarter finns listade i Catalogue of Life.